# 옵디보
옵디보(Opdivo) 또는 니볼루맙(Nivolumab)은 일본[오노약품공업]](ONO)이 개발한 면역항암제를 말한다.
3세대 면역항암제는 1960~70년대 1세대 세포독성항암제, 2000년대 초반의 2세대 표적항암제에 이어, 암치료의 새로운 패러다임이다. 사이언스지는 2013년 '올해의 연구'(breakthrough of the year)로 면역항암제를 선정했다.
2016년 4월 15일 한국오노약품공업과 한국BMS제약은 서울 소공로 조선호텔에서 기자간담회를 갖고 안티 PD-1항체 면역항암제 '옵디보'가 비소세포폐암 및 흑색종 1차 치료제로 식약처 허가를 받았다고 밝혔다. 폐암 환자의 85%가 비소세포폐암이다. 서울성모병원 강진형 교수는 "많은 국내 폐암 환자가 옵디보 허가로 드디어 면역항암제 혜택을 누릴 수 있게 됐다. 기존 암 치료 판도를 완전히 바꾸고 새 항암치료 시대가 열렸다"고 강조했다.
옵디보는 세계 최초로 승인 받은 PD-1(programmed cell death-1) 표적 면역항암제다. 옵디보는 PD-1을 매개로 하는 림프구 음성 조절(PD-1과 PD-L1 및 PD-L2 리간드 사이의 상호작용)을 차단하는 인간형 항 PD-1 단일클론 항체로, 면역력을 증강시켜 암세포를 이물질로 인식해 이를 제거하는 작용기전을 가지고 있다.
2016년 2월, 블룸버그 통신은 최근 면역항암제 '옵디보'(BMS)를 전세계 암 치료 패러다임을 바꾸는 차세대 치료제의 리더로 지목했다.
2016년 2월, 면역항암제 옵디보는 폐암, 경부암, 간암, 위암, 식도암, 난소암, 호지킨림프종 등에 대한 임상시험을, 키트루다의 경우 30가지 이상의 암에 대한 임상시험을 진행 중이다.

## 같이 보기
- 면역항암제
- 키트루다